# Kasyno oficerskie w Grajewie
Budynek kasyna oficerskiego w Grajewie, obecnie siedziba Grajewskiej Izby Historycznej (poprzednio siedziba klubu „Hades”), został wybudowany na przełomie XIX i XX wieku, nie później niż do 1910, na terenie koszar wojskowych carskiego Pułku Dragonów. W czasie II Rzeczypospolitej pełnił rolę klubu oficerskiego dla stacjonującego w Grajewie w okresie międzywojennym 9 Pułku Strzelców Konnych im. gen. Kazimierza Pułaskiego. Nie doznając większych zniszczeń podczas działań wojennych, po zakończeniu wojny pełnił rolę klubu garnizonowego.

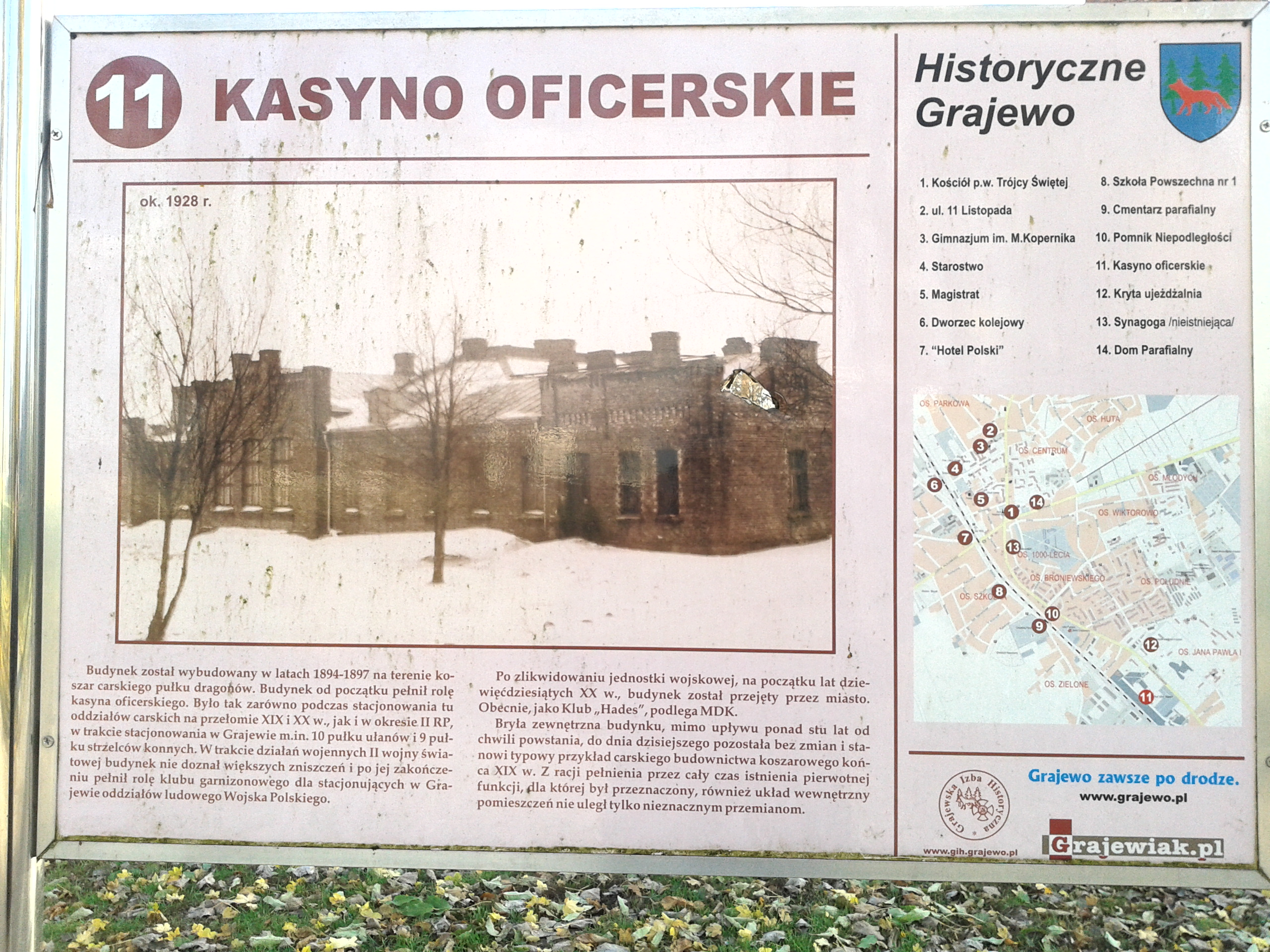
Tablica informacyjna (2016)

Wraz z likwidacją jednostki wojskowej w Grajewie w latach 90. XX wieku, budynek przejęło miasto - stał się siedzibą klubu „Hades”, podlegającego pod Miejski Dom Kultury (MDK). 
W 2011 budynek został wpisany do Rejestru Zabytków.
W 2020 zakończył się remont budynku, po którym został on siedzibą Grajewskiej Izby Historycznej.